# Samisk religion
För andra betydelser, se Læstadianism.
Samisk religion (förr lapsk mytologi) kallas den förkristna religionen hos samerna som grundades på muntliga traditioner och lade fokus på denna värld (s.k. primal religion).[källa behövs] De karakteristiska dragen är dyrkan av naturen (animism) och förfäderna.
Gudarna tolkades som förfäder och förmödrar och deras beskaffenhet var ande och demon.[källa behövs] Den samiska schamanistiska religionen behöver nödvändigtvis inte vara polyteistisk. Många väsen har en motsvarighet i andra nordiska religioner, men samerna hade även jaktgudar (vilket i viss mån antyds i den nordiska mytologin, till exempel Oden.[källa behövs]).
Jojk är samernas sång och förknippas med den förkristna samiska religionen. 

## Seder och bruk

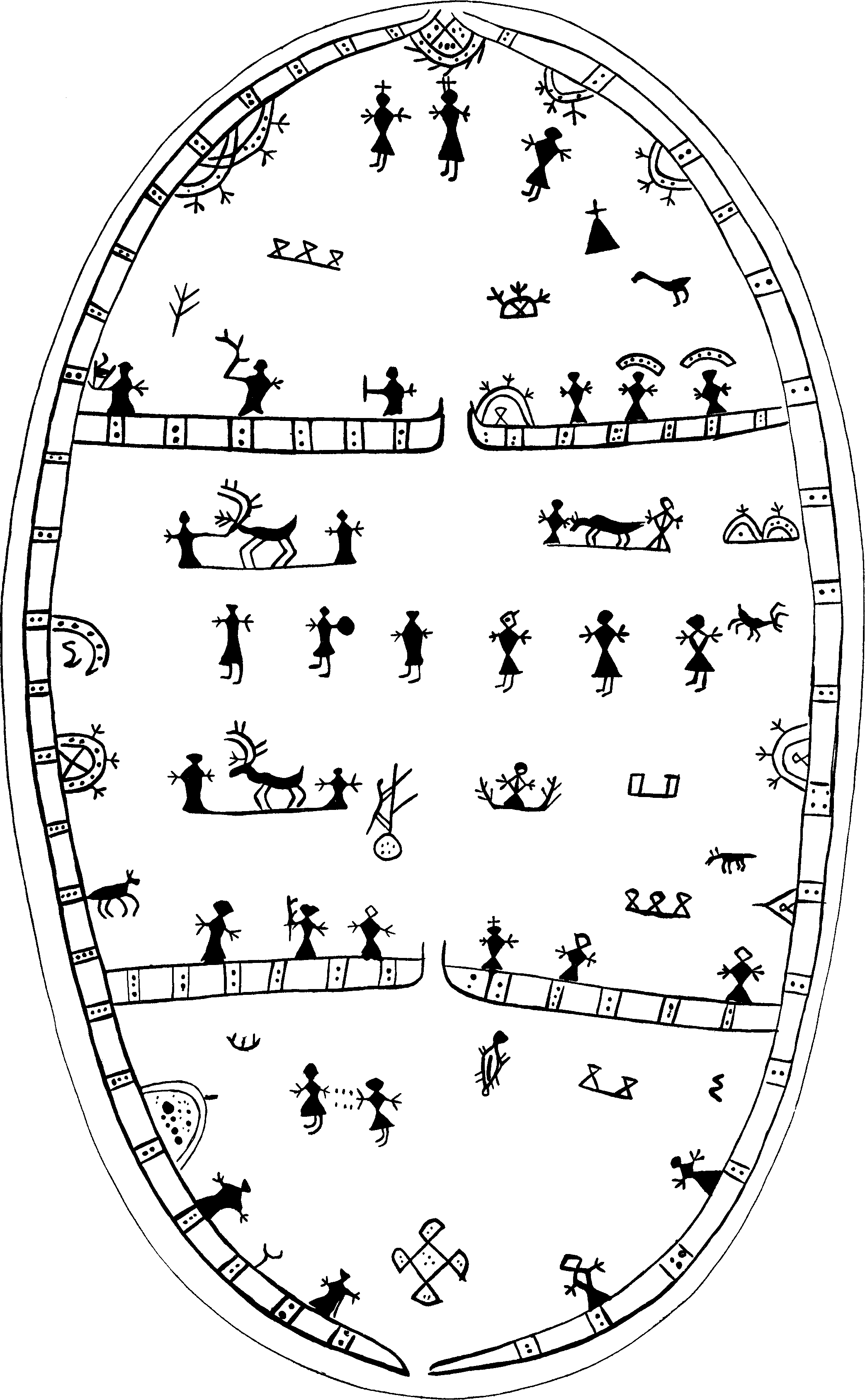
Samisk trumma (goavddis) från kemisamiskt område, med brutna horisontala linjer.

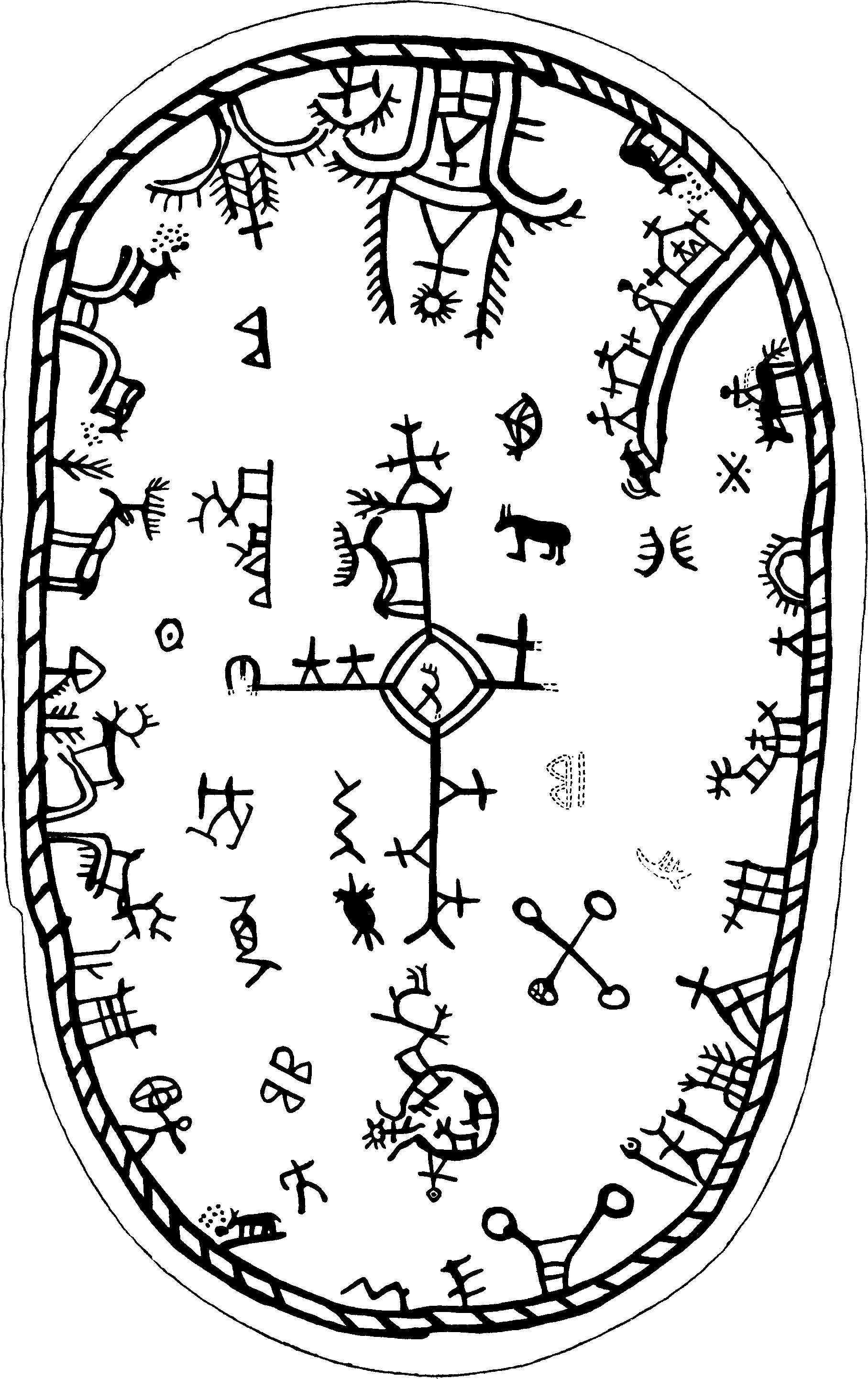
Samisk trumma (goavddis/gievrie) från sydsamiskt område, med solkors i mitten.

### Namngivning och dop
Barnen namngavs enligt sedvana och fick ett namn efter någon avliden släkting. Insjuknade barnet ansåg man att någon annan död frände ville få barnet uppkallat efter sig, varvid barnet gavs ett nytt namn med ceremonin ådånammagástadus, "nynamnsdop". Denna sed praktiserades in på 1800-talet i vissa trakter.

### Offergåvor
Seden att blota (offra) skildras i många kulturer av flera författare. Man offrade till högre väsen för att bli kvitt sjukdomar och för välmående. Offerplatserna var vanligtvis platser med egendomlig naturbeskaffenhet, exempelvis farliga forsar, höga klippor eller säregna stenar. Bland samerna, liksom i många andra kulturer, gjordes skillnad på en deponering ("depåblot") samt en högtidligare måltid ("måltidsblot"). Vanligtvis består offrandet i att det mesta av köttet, inklusive benmärg, äts upp, man tar tillvara hud, senor och andra vitala råvaror samt offrar resten på utvalda platser. Även mjölk, ost, mat och redskap depåoffrades. Många så kallade vita offerkreatur såsom getter, bockar, katter och tuppar köptes in under sommartid och offrades när det började bli vinter.

### Schamanism
Inom religionen fanns förr en man som kallades för nåjd, eller noajdde på samiska. Detta är vanligt i religioner hos cirkumpolära folk. Till skillnad från de östligare kulturerna hade de flesta samiska familjers nåjder en uppgift som schaman. Nåjden beskrivs ofta som en "andlig" vägvisare och försätter sig i trans för att i form av olika djurskepnader förflytta sig till olika platser för att hjälpa sig själv och andra. I detta tillstånd kunde han bland annat oskadliggöra andra nåjder, vilket är den karaktäristiska aggressiva uppgift andra cirkumpolära schamaner har. Denna form av "magisk" förmåga, att kunna lämna kroppen för att färdas fritt, förekommer också i islänningasagorna.
Vid de ceremoniella högtiderna användes den så kallade ringtrumman (ofta brottsrubricerad som "trolltrumma" eller "djävulska redskap" under 1600-talet av kyrkan) samt jojk (också den brottsrubricerad som "trollsång" under 1600-talet.)

### Begravningsseder
Begravningsseder blev (enligt vissa ) introducerade så sent som under 1500-talet. Vissa riter innebär att man dels på begravningsdagen samt tre dagar senare högtidlighåller den döde. Denna flerdagarsceremoni är också känd bland nordchanterna, där man högtidlighåller den döde fyra och fem dagar efteråt för kvinnor respektive män, efter att den dödes samtliga själar lämnat liket. Någon sådan detaljerad beskrivning hos samerna finns dock inte nedtecknad. Man föreställde sig att de döda bodde tillsammans i så kallade saivo-familjer inuti berg, och krävde ständiga depåoffer för att deras matförråd inte skulle ta slut. Utvalda personer kunde genom trans "hälsa på" dessa människor och utbyta information.

## Gudarna

Beaivi solsymbol

Till den samiska panteon räknas följande, uppräknade i bokstavsordning:
- Akkorna, en grupp gudinnor som inkluderade:
  - Maderakka / Máttaráhkká - bodde i jorden under kåtan och är fruktbarhetsgudinnan samt urmodern till alla människor. Stammarnas moder, kvinnors och barns gudinna, hon som ger människor deras kroppar, kvinnor tillhörde henne och pojkar tillhörde henne tills de förklarades som män. Maadteraahka är populär bland moderna samiska feminister. Hon hade tre döttrar.
  - Sarakka / Sáráhkká - som befrämjade födseln och även renarna, var en viktig gudinna som identifierade sig själv med samekvinnorna och brukar jämföras med Venus inom den romerska mytologin. Fruktbarhetens gudinna; menstruation, kärlek, sexualitet, graviditet och förlossning är kopplade till henne. Saaraahka var den viktigaste kvinnliga gudomligheten, hon är ibland syster Juoksahka och Oksaahka, ibland är de en i treenighet av samma gudinna. Dotter till Maderakka.
  - Uksakka / Uksáhkká (dörrgumman) - levde i jorden under kåtans dörr och skyddade det nyfödda barnet samt personer som gick in och ut. Dotter till Maderakka.
  - Juksakka / Juoksáhkká / Juoksahkka  ("Kvinnan med en pil" eller Bågmodern) - barnens beskyddare. Hon hade förmågan att ändra det ofödda barnens kön i livmodern. Dotter till Maderakka.
- Atja / Tordöm / Horagalles / Bajanolmmai/ Dierpmis / Tiermes, åskans och regnets gud.
- Beaivi / Biejvve - ('solen') - den stora solgudinnan, mor till mänskligheten. Buorre beaivi betyder god dag på nordsamiska, men behöver inte associeras med solgudomligheten.
- Bieggagallis - stormarnas gud, far till mänskligheten, gemål till Beaivi.
- Biegg olmai (vindmannen) - stormguden, befallde vindarna och ordnade storm. Med sin spade skyfflade han sedan undan vindarna när stormen var över. En spade användes ofta som tillfällig 'seite' när man offrade till Biegg olmai.
- Bieggolman - sommarvindarnas gud.
- Biegkegaellies - vintervindarnas gud.
- Biejjenniejte - helandets och medicinens gudinna. Hennes namn betyder "Solens Dotter". Hon är särskilt hjälpsam mot sjukdomar orsakade av sin mor, solen.
- Ipmil / Ipmilbalolaš (betyder Gud på nordsamiska) - namn på Skaparen, även namn på den kristna Guden, men det kunde också ha varit ett namn för att inkludera alla gudarna.
- Jahbme akka (dödsgumman) - dödsgudinnan, drottning i underjorden och dödsriket.
- Liejbbeålmáj / Lieaibolmmai - jaktens gud, vuxna mäns gud.
- Maadteraajja - stammens fader, make till Maadteraahka: medan hans fru ger människor deras kroppar, ger han dem deras själar när de föds.
- Mannidung - skägguden.
- Mano / Aske / Manna - månguden eller mångudinnan.
- Mubpienålmaj ("Den onde") - möjligen den kristna ondskans gud, men också ett namn som inkluderade allt det onda hos gudarna.
- Påssioakka - hemmets gudinna. Hon fungerade som skyddsande över kåtans bakre heliga del. Hon gav tillstånd till skytte och jakt.
- Raedie / Värálda ráde / Väraldarade / Waralden Olmai - den högste guden, världens skapare. Han beskrivs som den sovande skaparen.  Rádienáhttje och hans maka Rádienáhkká är gudaparet som skapade världen och människornas själar.
- Raedieahkka / Rádienáhkká - hon och hennes make Rádienáhttje är gudaparet som skapade världen och människornas själar.
- Raediengiedte - son till Raedie och Raedieahkka. Han utförde sin passive fars befallningar.
- Rana Niejta - vårgudinnan, dotter till Raedie och Raedieahkka. "Rana" var ett populärt samiskt flicknamn.
- Ruohtta - sjukdomarnas gud och därför även en dödsgud. Han avbildas ridande på en häst.
- Stalo - en enögd, storväxt, grym jätte, rik, ondskefull människoätande och även en djävulens tjänare. Den fruktade jätten i skogen.
- Tjasolmai / Tjáhtjeålmåj / Tjaetsieålmaj - vattnets, sjöarnas och fiskelyckans gud, som förde fiskarna till kroken.
- Tjuder - kringströvande rövarband. Se även Vägvisaren.

Inom praktisk religion dyrkades akkorna företrädesvis av kvinnor och jaktgudarna företrädesvis av män, vilket avspeglade de olika könens uppgifter. Den samiska religionen fanns inte nedskriven i någon egen helig bok och var heller inte underkastad någon strikt reglering. Det innebar att sederna kunde skilja sig en del mellan olika stammar och regioner, även om religionen i stora drag var densamma. Gudarnas namn skiftar utifrån de olika stammarnas språk, och kan därför variera. De olika gudarna kan också överlappa en del: samma gudom som på ett håll bestod av en gud, kunde på andra håll bestå av flera separata gudar, och på samma gud som på ett håll var flera separata gestalter, kunde på ett annat håll ses som en enda gudom. Mytologin kring dem och hur de tillbetts har också varierat något. I stora drag uppvisar dock den samiska religionen snarlika drag. [källa?]

## Samisk folktro
I Johan Turis Muitalus sámiid birra finns berättelser om samisk folktro. Kyrkans män från 1600- och 1700-talen beskrev samernas förkristna trosföreställningar som hedendom och den definierades som vidskepelse och trolldom. De förkristna gudarna hade ofta en anslutning utanför hemmet, jakten och gudinnorna till hemmet. 1100-talets katolska troslära blev också till ny kunskap för vissa av de samiska religiösa specialisterna.
Den kristna treenigheten uppfattades som olika gudar. Samerna blev tvångskristnade och enligt tingsprotokollen försökte samerna hålla fast vid sin folktro och gamla religion.
Tvångskristningen av samerna blev häftigare under andra hälften av 1600-talet; år 1671 samlades många så kallade trolltrummor in och brändes, särskilt i Kemi Lappmark.
År 1685 utfärdades en lag som uttryckligen förbjöd den samiska religionen och påbjöd rannsakan inför rätta av alla som ägnade sig åt vad som av kyrkan kallades "avguderi", det vill säga utövande av den samiska religionen, vilken då fortfarande utövades öppet, och lagen ledde till en häftig förföljelse.

## Boken Lapsk mytologi
Huvudartikel: Lapsk mytologi (bok)
Boken Lapsk mytologi är en detaljerad dokumentation skriven av Lars Levi Læstadius om samiska religiösa föreställningar och om samisk mytologi under mitten av 1800-talet. Den publicerades inte förrän 1997 på svenska, 2000 på finska och 2002 på engelska. Boken var ursprungligen skriven för och finansierad av franska La Recherche-expedition (1838–1840), men blev borttappad och snart bortglömd i många årtionden därefter. 
Historier beskrivs som "fragment"; Læstadius medgav själv att det fanns en stor del av den samiska religiösa tron som han visste för lite om, på grund av det samiska hemlighetsmakeriet runt sin tro.
| ” | Men eftersom dessa nåjder genom deras påstådda eller verkliga magiska färdigheter representerade det största hindret för den snabba spridningen av tron (kristendom) bland befolkningen, var det naturligt att de skulle bli hatade och förföljda av prästerna som ansåg att nåjderna var djävulens instrument. Læstadius' Lapsk mytologi... | „ |

### Innehåll av boken Lapsk mytologi
Innehåll 
1. Påminnelse för läsaren
2. Del 1: Läran om gudar
3. Del 2: Läran om att Offra
4. Del 3: Läran om Spådom
5. Del 4: Urval av samiska sagor
6. Del 5: Tillägg

Den här artikeln är helt eller delvis baserad på material från engelskspråkiga Wikipedia, tidigare version.

## Samisk andlighet idag
Om läroplanen säger att barnen ska lära sig om samisk mytologi i skolan är det kommunernas ansvar att se till att det finns.
Enligt grundskolans läroplan 2011 ska undervisningen i religionskunskap i årskurs 4-6 behandla äldre samisk religion.